# Adesmia biskreensis asperima
Adesmia biskreensis asperima es una subespecie de escarabajo del género Adesmia, familia Tenebrionidae, orden Coleoptera. Fue descrita científicamente por Peyerimhoff en 1931.

## Descripción
Mide 14 milímetros de longitud.

## Distribución
Se distribuye por Marruecos.